# SM-65F Atlas

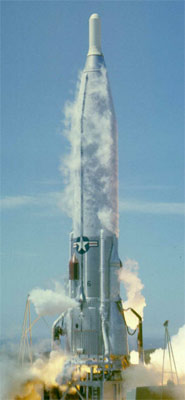
Lançamento de um míssil Atlas F

O SM-65F Atlas, ou Atlas F, foi a variante operacional final do míssil Atlas. Ele voou pela primeira vez em 8 de agosto de 1961, e foi implantado como um ICBM operacional entre 1961 e 1966. Após a aposentadoria como um ICBM, o Atlas F, juntamente com o Atlas E, foi remodelado para fazer lançamentos orbitais como Atlas E/F. O último lançamento a usar um foguete Atlas E/F que tinha sido originalmente construído como um Atlas F foi realizado em 23 de junho de 1981.
Os dois primeiros voos do Atlas F foram realizados a partir da Estação da Força Aérea de Cabo Canaveral em agosto e novembro de 1961 foram bem sucedidos e mais dois em dezembro parcialmente bem-sucedidos. Até o momento, o programa de teste do Atlas F tinha ido muito bem e ninguém estava preparado para o próximo desastre que ocorreu em 9 de abril de 1962, quando o míssil 11F explodiu apenas um segundo após a decolagem do LC-11. Investigações posteriores revelaram que o Atlas tinha sofrido uma falha catastrófica do LOX turbopump. Após este acidente os teste passaram a ser feitos na Base da Força Aérea de Vandenberg e o míssil 15F voou com sucesso em 01 de agosto. O Atlas 57M no dia 10 ocorreu outra perda, desta vez devido a uma falha de orientação. O próximo teste de lançamento foi realizado a partir da LC-11, agora no Cabo reparado, dois dias depois e todos os voos subsequentes de R&D correu sem problemas, exceto para o 13F em novembro que sofreu o desligamento prematuro do motor devido ao superaquecimento. Após o voo de Atlas 21F, em dezembro, o veículo foi declarado operacional.